# 曲加 (1946年)
曲加（藏語：ཆོས་རྒྱལ，威利转写：chos rgyal，1946年—），男，藏族，中华人民共和国政治人物，曾任西藏自治区外事办公室主任，西藏自治区人大常委会副主任，西藏自治区政协副主席。